# Mačak (glazbeni sastav)
Mačak, hrvatski glazbeni sastav iz Splita. Osnovan je na prijelazu 1970-ih u 1980-te. Izvodili su skladbe koji su imali slemente postpunka i novog vala. Zvukom su podsjećali na Stranglerse i vokalom na Azru. Jedan su singl snimili pod etiketom Croatia Recordsa (ondašnjeg Jugotona). Bio je gotov i materijal za album koji su snimili u studiju Nenada Vilovića, koji nikad nije objavljen jer nije prošao Jugotonovo sito. Vođa sastava bio je Renato Grancieri. Sredinom osamdesetih otišao je u Australiju. Granzzieri i Šperanda su Renato i Špiro iz pjesme Osamdesete ("...Renato je u Australiji, Špiro je inspektor u općini"). Sastav se raspao 1983. nakon odlaska vođe sastava na redovno odsluženje obveznog vojnog roka.

## Članovi
- Renato Granzzieri
- Tomislav Šperanda - Špiro, bas gitara
- Zlatko Palada, saksofon
- Miomir Bata, gitara
- Ivo Franković, klavijature
- Damir Vlahović, bubnjevi

## Diskografija
- Dakle, mama/Amerika, singl, Jugoton, 1982.
- album, 1982.